# Tarbolton
Tarbolton ist eine Ortschaft in der schottischen Council Area South Ayrshire und Hauptort des gleichnamigen Parishs. Sie liegt rund sechs Kilometer westlich von Mauchline und acht Kilometer östlich von Prestwick im Norden von South Ayrshire. Direkt nordöstlich fließt das Water of Fail, das wenige Kilometer südlich von Tarbolton in den River Ayr mündet.

## Geschichte
Die Siedlung Tarbolton entwickelte sich im Zusammenhang mit den Kohlebergbau. Unter John Cunninghame of Enterkine erhielt die Ortschaft im Jahre 1671 die Rechte eines Burgh of Barony. Damit verbunden war das Recht zur Veranstaltung eines Wochenmarktes. Im Jahre 1780 gründete Robert Burns in Tarbolton einen Debattierclub, den Burns Bachelors’ Club. Das aus dem 16. Jahrhundert stammende Gebäude an der Einmündung der Montgomerie Street in die Sandgate Street steht heute unter Denkmalschutz.
Die klassizistische Tarbolton Parish Church stammt aus den 1820er Jahren und ist heute als Denkmal der höchsten schottischen Denkmalkategorie A klassifiziert. Auf einer Anhöhe zwischen Tarbolton und Symington befindet sich das Wallace’s Monument. Der neogotische Turm stammt aus den 1850er Jahren.
Zwischen 1841 und 1881 schwankte die Einwohnerzahl der Ortschaft um 1000. Nachdem im Rahmen des Zensus 1961 in Tarbolton 2260 Einwohner gezählt wurden, sank die Zahl seitdem stetig auf zuletzt 1674 im Jahre 2011.

## Verkehr
In Tarbolton kreuzen sich die B730 und die B744. Über diese sind mit der A70, A76 und A77 drei Fernstraßen in jeweils weniger als zehn Kilometern Entfernung zugänglich. Die Glasgow and South Western Railway eröffnete im Jahre 1870 einen Bahnhof in Tarbolton. Diese wurde jedoch 1943 geschlossen. Der Flughafen Glasgow-Prestwick liegt sechs Kilometer westlich.